# Szulmierz
Szulmierz – wieś sołecka w Polsce położona w województwie mazowieckim, w powiecie ciechanowskim, w gminie Regimin. Przez wieś przebiega droga wojewódzka nr 616.
| SIMC    | Nazwa | Rodzaj    |
| ------- | ----- | --------- |
| 0124794 | Stawy | część wsi |

Wieś znana w XV w. jako Sulimirz. Wieś szlachecka Sulmierz położona była w drugiej połowie XVI wieku w powiecie ciechanowskim ziemi ciechanowskiej.
W latach 1954–1972 wieś należała i była siedzibą władz gromady Szulmierz. W latach 1975–1998 miejscowość administracyjnie należała do województwa ciechanowskiego.
15 lutego 2002 będące dotychczasowymi częściami wsi: Donoch, Poddonoch i Tartak zostały zlikwidowane jako osobne miejscowości.

## Zabytki
- parterowy dwór kryty dachem dwuspadowym z 1874 r.; główna część piętrowa skierowana trójkątnym szczytem do frontu tak samo jak ryzalit na końcu lewej strony korpusu.  Żeliwne kolumny przed budynkiem to pozostałości po portyku podtrzymującym taras – balkon[10]. W dworze od 15 lipca do 26 sierpnia 1887 r. przebywał Stefan Żeromski.
- na terenie gminy znajduje się około 300-letni Dąb Stefan nazwany tak na cześć wizyty Stefana Żeromskiego we wsi.